# بوگوراتو مورمورولو
بوگوراتو مورمورولو (به ایتالیایی: Borgoratto Mormorolo) یک کومونه در ایتالیا است که در استان پاویا واقع شده‌است.

## خصوصیات
بوگوراتو مورمورولو ۱۶٫۰ کیلومترمربع مساحت و ۴۱۵ نفر جمعیت دارد.